# Santiago Comesaña Veiga
Santiago "Santi" Comesaña Veiga (nascut el 5 d'octubre de 1996) és un futbolista professional gallec que juga al Vila-real CF com a migcampista central.

## Carrera de club
Nascut a Vigo, Galícia, Comesaña es va formar al sistema juvenil de l'ED Val Miñor. El 9 de juliol de 2015, va fitxar pel Coruxo FC de Segona Divisió B, després d'impressionar a la prova d'accés.
El 22 d'agost de 2015, Comesaña va debutar com a sènior, començant i marcant el segon del seu equip en una victòria a domicili per 3-2 contra l'Atlético Astorga FC. El 6 de desembre, va marcar un hat-trick en una golejada 5-1 a casa contra la SD Compostela.
El 16 de juliol de 2016, després de marcar vuit gols en 37 partits durant la campanya, Comesaña va signar un contracte de quatre anys amb el Rayo Vallecano, acabat de descendir a Segona Divisió. Va fer el seu debut com a professional el 28 d'agost, entrant com a substitut d'Adri Embarba a la segona part en un empat 0-0 a casa contra el Real Valladolid.
Comesaña va marcar el seu primer gol com a professional l'1 d'abril de 2017, marcant el primer en una victòria a casa per 3-1 contra el Girona FC. Va contribuir amb dos gols en 33 aparicions durant la campanya 2017-18, en la qual el seu equip va aconseguir l'ascens a la Lliga com a campió.
Comesaña va debutar a la categoria principal del futbol espanyol el 25 d'agost de 2018, començant com a titular en una derrota per 1-0 fora de casa contra l'Atlètic de Madrid.

### Vila-real
El 29 de juny de 2023, Comesaña va signar contracte per quatre anys amb el Vila-real CF de primera divisió.

## Palmarès
Rayo Vallecano
- Segona Divisió: 2017–18